# Gößeck
Das Gößeck ist mit 2214 m ü. A. der höchste Gipfel in den Eisenerzer Alpen in der Steiermark. Es ist dem etwa 30 km langen Hauptkamm (mit Eisenerzer Reichenstein 2165 m) im Süden vorgelagert und bildet mit seinen Nebengipfeln den Bergstock des Reiting.
Der Großteil der Eisenerzer Alpen ist geologisch der Grauwackenzone zuzuordnen, obwohl sie als Teil der Ennstaler Alpen zu den  Nördlichen Kalkalpen zählen. Die Zone der alten Grauwacken-Gesteine erreicht hier, zwischen den Bergbaustädten Eisenerz und Leoben, mit 10–15 km ihre größte Breite.
Auf der Nordseite des Gößecks knapp unterhalb des Gipfels befindet sich ein Gedenkstein an den Hubschrauberabsturz vom 15. April 1986.